# بیلی لانگدن
بیلی لانگدن (انگلیسی: Billy Longden؛ زادهٔ c. 1867) بازیکن فوتبال اهل بریتانیا است.
از باشگاه‌هایی که در آن بازی کرده‌است می‌توان به باشگاه فوتبال دونکستر راورز اشاره کرد.